# Obmas
Obmás (en ruso: ОБМАС, Объединённые левые мастерские, Obiediniónyie lévyie masterskíe) es el acrónimo de Talleres reunidos de izquierda. Los talleres fueron constituidos por Nikolái Ladovski, Vladímir Krinski y Nikolái Dokucháiev  en el curso de 1921-1922 dentro de la escuela del Vjutemás. Se centraron en el desarrollo de la percepción espacial, restando importancia a las enseñanzas clásicas de la arquitectura imperantes hasta entonces.
Evitaban transmitir a sus alumnos los órdenes clásicos de la arquitectura para evitar que posteriormente produjesen copias y variaciones del arte clásico, alegando que los viejos sistemas estaban desacreditados siguiendo el manifiesto de Ornamento y Delito de Adolf Loos, a la vez que proponían generar un arte partiendo de los en aquel entonces nuevos elementos.
El acceso a los talleres del Obmás dependían directamente de la coordinación y la capacidad espacial de los alumnos. Una vez eran admitidos, desarrollaban su pensamiento e imaginación, sin verse limitados por ningún estilo arquitectónico determinado. La percepción y el control del espacio y forma debían verse desarrollados antes de estudiar estilos concretos. Además, otra característica distintiva del Obmás fue la incorporación de maquetas de trabajo en detrimento del trabajo gráfico bidimensional.
Algunos estudiantes notables que formaron parte de este programa de formación fueron Gueorgui Krútikov, Iván Volodko, Yevgueni Yocheles o Guevorg Kochar.